# BEST FINGER 25th anniversary selection
《BEST FINGER 25th anniversary selection》은 일본의 여가수 나카모리 아키나(中森明菜)의 베스트 음반으로 2006년 1월 11일에 발매하였다. (CD: UMCK-1200, 디지털 다운로드) 가수인 나카모리가 2006년을 기점으로 데뷔 25년째를 맞이하자 이를 기념하기 위해 발매한 음반으로 음반의 선곡은 나카모리가 직접 뽑아서 추렸다. 1995년 전 소속 레이블이자 후일 유니버설에 흡수된 MCA빅터 시절에서 2005년까지 나온 곡들 중에서 골랐다.
2006년 1월 23일, 오리콘 주간 앨범 차트에 처음으로 진입, 최고순위 29위를 달성하였고 차트 톱100에 총 8주간 머물러 있었다.

## 수록곡
| #            | 제목                                                                                                   | 작사                                        | 작곡              | 편곡              | 재생 시간 |
| ------------ | --- | ------------------------------------------- | ----------------- | ----------------- | --------- |
| 1.           | 〈〈낙화유수〉(落花流水) 〉 (테레비 도쿄 신춘 와이드 시대극 《천하소란 ~도쿠가와 삼대의 음모》 주제곡) | 마츠모토 다카시                             | 하야시다 켄지     | 사카모토 마사유키 | 4:07      |
| 2.           | 〈〈슬로우 모션〉(スローモーション) 〉 (From album 《true album akina 95 best》)                       | 키스기 에츠코                               | 키스기 다카오     | 후지와라 이쿠로   | 5:11      |
| 3.           | 〈〈DESIRE -정열-〉(DESIRE -情熱-)〉 (2005년 재녹음 version)                                           | 아키 요코                                   | 스즈키 키사부로   | 우에스기 히로시   | 4:23      |
| 4.           | 〈〈소녀A〉(少女A)〉 (2005년 재녹음 version)                                                           | 우리노 마사오                               | 세리자와 히로아키 | 우에스기 히로시   | 4:55      |
| 5.           | 〈〈처음 만난 그 날처럼〉(初めて出逢った日のように)〉                                                  | KIM HYUNG SEOK, 마츠이 고로 (일본어 가사)   | KIM HYUNG SEOK    | 다케베 사토시     | 4:28      |
| 6.           | 〈〈키타 윙〉(北ウイング)〉 (2005년 재녹음 version)                                                    | 강진화                                      | 하야시 테츠지     | 우에스기 히로시   | 4:44      |
| 7.           | 〈〈십계 (1984)〉(十戒 (1984))〉 (2005년 재녹음 version)                                               | 우리노 마사오                               | 다카나카 마사요시 | 우에스기 히로시   | 3:31      |
| 8.           | 〈〈Days〉〉                                                                                           | 나카모리 아키나                             | 오다 테츠로       | 다케베 사토시     | 4:57      |
| 9.           | 〈〈미 아모레〉(ミ・アモーレ〔Meu amor é･･･〕) 〉 (From album 《true album akina 95 best》)            | 강진화                                      | 마츠오카 나오야   | 후지와라 이쿠로   | 4:23      |
| 10.          | 〈〈TATTOO〉〉 (From album 《true album akina 95 best》)                                               | 모리 유리코                                 | 세키네 안리       | 코레나가 코이치   | 4:01      |
| 11.          | 〈〈1/2의 신화〉(1⁄2の神話)〉 (2005년 재녹음 version)                                                  | 우리노 마사오                               | 오사와 요시유키   | 우에스기 히로시   | 3:22      |
| 12.          | 〈〈난파선〉(難破船)〉 (From album 《true album akina 95 best》)                                       | 가토 도키코                                 | 가토 도키코       | 사야마 마사히로   | 4:06      |
| 13.          | 〈〈붉은 꽃〉(赤い花)〉                                                                                | KIM HYUNG SEOK, 가와에 미나코 (일본어 가사) | KIM HYUNG SEOK    | 다케베 사토시     | 5:28      |
| 14.          | 〈〈The Heat ~musica fiesta~〉(싱글 version) 〉 (TBS TV 《원더풀》 2002년 5월 엔딩 테마)               | Adya                                        | URU               | URU               | 4:10      |
| 15.          | 〈〈TANGO NOIR〉〉 (From album 《true album akina 95 best》)                                           | 후유무리 가요코                             | 츠시미 다카시     | 후지와라 이쿠로   | 4:31      |
| 16.          | 〈〈장식이 아니야, 눈물은〉(飾りじゃないのよ涙は) 〉 (From album 《가희 D.D》)                         | 이노우에 요스이                             | 이노우에 요스이   | 무라타 요이치     | 4:27      |
| 17.          | 〈〈화 -HANA-〉(華 -HANA-)〉 (NHK-BS1 《지구 워커》 테마곡)                                            | 나츠노 세리코                               | 우치이케 히데카즈 | 토리야마 유지     | 4:46      |
| 총 재생 시간 | 총 재생 시간                                                                                           | 총 재생 시간                                | 총 재생 시간      | 총 재생 시간      | 74:37     |